# Abou Ammar el Ama
Pour les articles homonymes, voir Ammar.
Abou-Ammar- Abd-el-Hamîd-el-Ama dit l’aveugle, il fut le chef spirituel des Nekkarites au milieu du Xe siècle. Il fut également le compagnon le plus dévoué à Abu Yazid.